# Roberto Ávila
Roberto Francisco Ávila González (2 de abril de 1924 - 26 de octubre de 2004) conocido en México y América Latina como "Beto" Ávila y en las Ligas Mayores como Bobby Avíla, fue un pelotero mexicano que participó en las Grandes Ligas de Béisbol, que jugaba la segunda base, era diestro y un gran bateador. 
En La Gran Carpa jugó para los Indios de Cleveland (1949-1958), Orioles de Baltimore (1959), Medias Rojas de Boston (1959) y Bravos de Milwaukee (1959). 
Es considerado el primer gran estrella del béisbol mexicano, el auténtico liga mayorista que jugó con cuatro equipos diferentes, dado que nadie había tenido sus logros. Años después llegarían otros jugadores mexicanos que serían estrellas. Fue el primer campeón de bateo latinoamericano de las Ligas Mayores en 1954 con un promedio de .341. 
Sus padres fueron María González y Jorge Ávila. Nació y murió en el Puerto de Veracruz, medía 1.77 m (5'10"), y pesaba 80 kg. (175 lbs.). Cimentó su leyenda como un ídolo local entre los fanáticos de los Indios. 

## Carrera

### Inicios en México y en Cuba
En México, jugó para el equipo amateur las Abejas de Córdoba y a nivel profesional con los Cafeteros de Córdoba, Pericos de Puebla y los Tigres  de México en la Liga Mexicana de Béisbol, y para los Chileros de Xalapa en la Liga Invernal Veracruzana. En la fuerte Liga Cubana de fines de los años 40 jugó con el equipo Azules de Almendares de donde fue visto por los scouts (buscadores) de los Indios de Cleveland, y de otros equipos de Ligas Mayores, dando informes de la calidad de este segunda base a las oficinas centrales. Inclusive fue entrevistado por los Yankees de Nueva York pero las condiciones del contrato eran mejores las ofrecidas por los Indios de Cleveland con un bono incluido por firmar.

### A las Ligas Mayores con los Indios de Cleveland
Los Indios de Cleveland adquirieron a este segunda base por quién pagaron 17 mil 500 dólares, cuando ya era una estrella en la Liga Mexicana. Es el primer mexicano que fue un suceso en las Ligas Mayores, debutando en 1949 y durante 8 años, fue el segunda base titular indiscutible de los Indios de Cleveland. Además llamaba la atención, por su forma de jugar con agresividad, gallardía y en el momento de ejecutar sus barridas, rompía los doble play y con los spikes (zapatos) golpeaba el guante en donde estaba colocada la pelota del rival, con lo cual esta se caía y era declarado safe. Este tipo de acción lo aprendió cuando en sus años mozos jugaba el fútbol en su natal Veracruz.

### Temporada 1954: Campeón de bateo de la Liga Americana
En la temporada de 54 Beto Ávila conquistó la corona de bateo de la Liga Americana con un promedio de .341 lo cual fue una marca. Fue el primer latinoamericano en obtener un título de bateo en Ligas Mayores. Lo que hizo este logro aún más loable fue que jugó casi toda la temporada con un pulgar roto, lesión originada por haberse sentado en su mano Hank Bauer, jugador de los Yankees en una jugada en la segunda base. También conectó 15 cuadrangulares, 112 carreras anotadas y 67 carreras producidas.

### Campeón de la Liga Americana con los Indios de Cleveland y a la Serie Mundial
En esa misma temporada, los Indios fueron campeones de la Liga Americana y se enfrentaron a los Gigantes de Nueva York campeones de la Liga Nacional en la Serie Mundial, que enfrentó a los champion bats de las dos Ligas Mayores, Beto Ávila .341 y Willie Mays .345. Era la tercera vez que los máximos bateadores en las Ligas Mayores se enfrentaban en la Serie Mundial; antes fue en 1909 (Honus Wagner .339 vs. Ty Cobb .377), y en 1931 (Al Simmons .390 vs. Chick Hafey .349). Se volvería a repetir esta situación en la Serie Mundial del año 2012 con el campeón de bateo de la Liga Nacional Buster Posey de los Gigantes de San Francisco y el campeón de bateo de la Liga Americana, Miguel Cabrera de los Tigres de Detroit.

### Ávila All Star: 1952, 1954 y 1955
Fue al Juego de Estrellas en '52, '54, y '55. Fue el mayor generador de triples en 1952, y tuvo el mejor porcentaje de la Liga Americana en fildeo en 1953. Fue candidato al Jugador Más Valioso de las temporadas de 1951 y 1954. Sendos premios irían a manos de Yogi Berra, cácher de los Yankees de Nueva York.

### Actuación inolvidable en el Fenway Park contra los Medias Rojas de Boston en 1951
Unos de sus momentos más importantes en su carrera en el Béisbol de Ligas Mayores, fue en la temporada de 1951, cuando jugando contra los Medias Rojas de Boston en el Fenway Park, disparó tres jonrones, un sencillo y un doblete. De cinco, cinco.

### Once temporadas en Ligas Mayores
En su carrera de 11 temporadas tuvo un porcentaje de bateo de .281; 80 jonrones; 467 carreras impulsadas; 1,296 hits; 725 carreras; 185 dobles; 35 triples y 78 robos de base en 1,300 juegos en las mayores.
Al López el mánager de los Indios, mencionaba: "Bobby Avila tiene un buen swing, un ojo agudo, un espíritu de competencia y mucha confianza en sí mismo".

### Jugando para otros equipos de las Ligas Mayores
Después de ser dejado en libertad por los Indios de Cleveland, Beto Ávila jugó para Orioles de Baltimore (1959), Medias Rojas de Boston (1959) y Bravos de Milwaukee (1959), siendo este el último equipo con que jugaría en las Ligas Mayores.

### Su regreso a México a la Liga Mexicana
Regresó a México jugando dos temporadas con los Pericos de Puebla de la Liga Mexicana, pero con los Tigres de México fue el equipo en donde se retiró del béisbol activo. Irónicamente, nunca jugó en la Liga Mexicana con el equipo del Puerto de Veracruz: los Rojos del Águila. No se supo nunca el motivo.

## Después del béisbol
Posteriormente, fue presidente Municipal del Puerto de Veracruz de 1976 a 1979. Fue elegido presidente de la Liga Mexicana de Béisbol. Es reconocido por haber sido el impulsor del béisbol mexicano.

## Fallecimiento
Murió en Veracruz a los 80 años a causa de complicaciones de la diabetes, el 26 de octubre de 2004.

## Reconocimientos
Existen en México, tres estadios con su nombre:
- En la Ciudad y Puerto de Veracruz, inaugurado en marzo de 1992 casa en donde juega el Águila de Veracruz, siendo conocido por la afición como el Nido del Águila.
- En la Ciudad de Cancún, inaugurado en marzo de 1991 siendo inicialmente la casa de los Langosteros de Cancún pero al desaparecer el equipo en el 2006 y el estadio ser destruido por el huracán Wilma, fue re-inaugurado en el año 2007 cuando los Tigres de Puebla, se cambiaron a Cancún, siendo actualmente la Cueva de los Tigres.
- En el municipio de Omitlán de Juárez, Hidalgo. Es el más antiguo pues fue inaugurado en 1955, en homenaje a la visita que el pelotero realizó al municipio.
- Fue elegido como miembro del Salón de la Fama del Béisbol Mexicana en 1971.